# Laoshan
Laoshan är ett stadsdistrikt i Qingdao i Shandong-provinsen i norra Kina.